# Liste der denkmalgeschützten Objekte in Gföhl
Die Liste der denkmalgeschützten Objekte in Gföhl enthält die 20 denkmalgeschützten, unbeweglichen Objekte der Gemeinde Gföhl im niederösterreichischen Bezirk Krems-Land.

## Denkmäler
| Foto |                 | Denkmal                                                                                   | Standort                                            | Beschreibung | Metadaten |
| ---- | --------------- | ----------------------------------------------------------------------------------------- | --------------------------------------------------- | --- | --- |
| ja   | Datei hochladen | Schloss Felling samt Kapelle HERIS-ID: 33845 Objekt-ID: 31598                             | Felling 4 Standort KG: Felling                      | Schloss Felling, ein schlichter zweigeschoßiger Bau um einen kleinen rechteckigen Hof, stammt im Kern aus dem 16./17. Jahrhundert und wurde 1797 vom Baumeister Andreas Zach erneuert und aufgestockt. Ab 1553 war es im Besitz der Familie Starhemberg und kam nach diversen Wechseln 1731 in den Besitz der Familie Gudenus. | BDA-Hist.: Q37954542 Status: Bescheid Stand der BDA-Liste: 2025-06-30 Name: Schloss Felling samt Kapelle GstNr.: .23 Schloss Felling                                         |
| ja   | Datei hochladen | Ortskapelle HERIS-ID: 49709 Objekt-ID: 53751                                              | Garmanns 10 Standort KG: Garmanns                   | Die Ortskapelle von Garmanns, ein schlichter Rechteckbau mit halbrunder Apsis und Dachreiter, wurde 1668/1669 errichtet. Am Altartisch befindet sich die Figurengruppe hl. Anna Maria lesen lehrend aus dem späten 17. Jahrhundert. | BDA-Hist.: Q38035646 Status: § 2a Stand der BDA-Liste: 2025-06-30 Name: Ortskapelle GstNr.: .2                                                                               |
| ja   | Datei hochladen | Friedhof christlich mit Sinzendorfergruft HERIS-ID: 58877 Objekt-ID: 69748                | Alt Gföhler Straße 13 Standort KG: Gföhl            | Der rechteckige Friedhof aus dem 18. Jahrhundert ist von einer Mauer mit runden Ecktürmen umgeben. Das klassizistische Haupttor wurde um 1800 errichtet. | BDA-Hist.: Q38085094 Status: § 2a Stand der BDA-Liste: 2025-06-30 Name: Friedhof christlich mit Sinzendorfergruft GstNr.: .105, 1075 Friedhof Gföhl                          |
| ja   | Datei hochladen | Sinzendorfergruft HERIS-ID: 265643seit 2025                                               | bei Alt Gföhler Straße 13 Standort KG: Gföhl        | Die ehemalige Gruftkapelle der Familie Sinzendorf wurde 1761 erbaut. | BDA-Hist.: Q135167874 Status: § 2a Stand der BDA-Liste: 2025-06-30 Name: Sinzendorfergruft GstNr.: .105                                                                      |
| ja   | Datei hochladen | Brunnen HERIS-ID: 59350 Objekt-ID: 70595                                                  | vor Hauptplatz 9 Standort KG: Gföhl                 | Der neugotische Brunnen am Hauptplatz wurde 1870 nach einem Entwurf des Architekten Carl Roesner angelegt. | BDA-Hist.: Q38087039 Status: § 2a Stand der BDA-Liste: 2025-06-30 Name: Brunnen GstNr.: 1297/22                                                                              |
| ja   | Datei hochladen | Kath. Pfarrkirche hl. Andreas HERIS-ID: 49741 Objekt-ID: 53823                            | am Hauptplatz Standort KG: Gföhl                    | Die dem hl. Andreas geweihte, stattliche barocke Pfarrkirche mit einem im Kern mittelalterlichen Westturm wurde 1327 erstmals urkundlich genannt und gehörte anfangs als Filialkirche zur Pfarre Meisling. Einem Neubau der Kirche in der Mitte des 17. Jahrhunderts folgte von 1715 bis 1720 der heutige Kirchenbau, welcher 1724 geweiht wurde. Schäden entstanden durch Ortsbrände in den Jahren 1748 und 1820. Daraufhin erhielt die Kirche nach und nach eine Innenausstattung des 19. Jahrhunderts. | BDA-Hist.: Q2082640 Status: § 2a Stand der BDA-Liste: 2025-06-30 Name: Kath. Pfarrkirche hl. Andreas GstNr.: .81 Pfarrkirche Gföhl                                           |
| ja   | Datei hochladen | Rathaus/ehem. Edhof HERIS-ID: 33910 Objekt-ID: 31706                                      | Hauptplatz 3 Standort KG: Gföhl                     | Das ehemalige Gasthaus Edhofer stammt Im Kern aus dem 16./17. Jahrhundert. | BDA-Hist.: Q37954872 Status: § 2a Stand der BDA-Liste: 2025-06-30 Name: Rathaus/ehem. Edhof GstNr.: .13                                                                      |
| ja   | Datei hochladen | Altes Rathaus/ehem. Hacklhof HERIS-ID: 49736 Objekt-ID: 53815                             | Jaidhofer Gasse 10 Standort KG: Gföhl               | Das alte Rathaus, im Kern aus dem 16./17. Jahrhundert, hat einen mächtigen quadratischen Turm, hofseitige vermauerte Arkaden, eine stichbogige Durchfahrt und mehrere kreuzgratgewölbte Räume. | BDA-Hist.: Q38035763 Status: Bescheid Stand der BDA-Liste: 2025-06-30 Name: Altes Rathaus/ehem. Hacklhof GstNr.: .12                                                         |
| ja   | Datei hochladen | Pfarrhof HERIS-ID: 49737 Objekt-ID: 53816                                                 | Kirchengasse 4 Standort KG: Gföhl                   | Der Pfarrhof wurde 1889 mit strenghistoristischen Fassade mit Pilasterordnung und Dreiecksgiebel errichtet. | BDA-Hist.: Q38035775 Status: § 2a Stand der BDA-Liste: 2025-06-30 Name: Pfarrhof GstNr.: 90                                                                                  |
| ja   | Datei hochladen | Brunnen HERIS-ID: 76775 Objekt-ID: 90369                                                  | vor Körnermarkt 7 Standort KG: Gföhl                | Der neugotische Brunnen am Körnermarkt wurde 1873 vom Baumeister Josef Utz dem Älteren errichtet. | BDA-Hist.: Q38145912 Status: § 2a Stand der BDA-Liste: 2025-06-30 Name: Brunnen GstNr.: 1297/9                                                                               |
| ja   | Datei hochladen | Rosaliakapelle HERIS-ID: 59486 Objekt-ID: 70806                                           | Gföhleramt 23, südlich Standort KG: Gföhleramt      | Die Rosaliakapelle Gföhleramt ist eine römisch-katholische Wallfahrtskapelle. | BDA-Hist.: Q2166530 Status: § 2a Stand der BDA-Liste: 2025-06-30 Name: Rosaliakapelle GstNr.: .18                                                                            |
| ja   | Datei hochladen | Burgruine Hohenstein HERIS-ID: 33844 Objekt-ID: 31597                                     | Hohenstein 13 Standort KG: Hohenstein               | Die Burgruine steht südlich von Hohenstein auf einem steilen Felskegel über dem Fluss Krems. 1168 wird sie erstmals genannt. Anfang des 17. Jahrhunderts war sie bereits verfallen und ging 1699 in den Besitz der Familie Gudenus über. Im Süden der ehemals weitläufigen Burganlage sind noch mehrgeschoßige Gebäudeteile eines Turmes, weiters zwei steinerne Fenstergewände, ein Rundbogenfenster, Quadermauerwerk und ein rundbogiges Tor als Ruine vorhanden.                                       | BDA-Hist.: Q1015352 Status: Bescheid Stand der BDA-Liste: 2025-06-30 Name: Burgruine Hohenstein GstNr.: .20, 393 Burgruine Hohenstein (Gföhl)                                |
| ja   | Datei hochladen | Ortskapelle HERIS-ID: 49911 Objekt-ID: 54258                                              | Hohenstein 32 Standort KG: Hohenstein               | Die Ortskapelle ist ein kleiner Giebelbau aus dem 19. Jahrhundert mit Rundschluss und einem neuen Dachreiter aus Holz. Es gibt barocke Statuen der ehemaligen Ausstattung der Schlosskapelle. Die Glocke hat Johann Gottlieb Jennichen 1848 gegossen. | BDA-Hist.: Q38036909 Status: § 2a Stand der BDA-Liste: 2025-06-30 Name: Ortskapelle GstNr.: .4 Ortskapelle Hohenstein (Gemeinde Gföhl)                                       |
| ja   | Datei hochladen | Kath. Filialkirche Heiligste Dreifaltigkeit und Friedhof HERIS-ID: 50242 Objekt-ID: 55037 | Moritzreith 1a Standort KG: Moritzreith             | Die 1751 als schlichter Rechteckbau mit einer halbrunden Apsis und einem quadratischen, halb eingezogenen Westturm mit schlankem Pyramidendach erbaute Kirche wurde im 19. Jahrhundert erweitert. Der Sakristeianbau ist im Norden, ein Vorhallenanbau im Süden. Der einjochige Innenraum besitzt ein Kreuzgratgewölbe. Die Glasmalerei aus 1952 zeigt die 'Heilige Anna Maria lesen lehrend' und den Heiligen Leopold.                                                                                   | BDA-Hist.: Q1412946 Status: § 2a Stand der BDA-Liste: 2025-06-30 Name: Kath. Filialkirche Heiligste Dreifaltigkeit und Friedhof GstNr.: .6 Holy Trinity Church (Moritzreith) |
| ja   | Datei hochladen | Bildstock am Friedhof HERIS-ID: 50241 Objekt-ID: 55035                                    | Moritzreith 1a Standort KG: Moritzreith             | Ohne Angabe zur Situierung nennt der Dehio einen erneuerten Nischenpfeiler mit geschweiftem Aufsatz aus dem 18. Jahrhundert. | BDA-Hist.: Q38038904 Status: § 2a Stand der BDA-Liste: 2025-06-30 Name: Bildstock am Friedhof GstNr.: 467                                                                    |
| ja   | Datei hochladen | Pfarrhof HERIS-ID: 50330 Objekt-ID: 55180                                                 | Obermeisling 4 (Pfarrhof) Standort KG: Obermeisling | Östlich der Kirche gelegen, in die Kirchhofmauer integriert, steht der Pfarrhof, eine eingeschoßige Anlage um einen Rechteckhof mit Walmdach, vermutlich mit älterem Kern. Die Eingangsseite zur Kirche wird von zwei wuchtigen halbrunden, turmartigen Vorbauten flankiert. Im Inneren gibt es Stichkappengewölbe und Flachdecken mit Putzschnittspiegeln. | BDA-Hist.: Q38039449 Status: § 2a Stand der BDA-Liste: 2025-06-30 Name: Pfarrhof GstNr.: .22                                                                                 |
| ja   | Datei hochladen | Kath. Pfarrkirche hl. Stephan und Friedhof HERIS-ID: 58879 Objekt-ID: 69750               | Obermeisling 4, bei Standort KG: Obermeisling       | Die Pfarrkirche hl. Stephan ist eine romanische Hallenkirche mit axial vorgesetztem Westturm, einem später, zur Achse leicht verschoben angesetztem, höherem Ostchor wurde nach Norden durch den Anbau eines gotischen Seitenschiffs und einer Marienkapelle mit Fünfachtelschluss in derselben Achse erweitert. Dabei wurde die ursprünglich romanische Nordwand der Halle in drei Säulenbögen aufgelöst. An den Chor wurde im Süden die Sakristei angebaut.                                             | BDA-Hist.: Q1335135 Status: § 2a Stand der BDA-Liste: 2025-06-30 Name: Kath. Pfarrkirche hl. Stephan und Friedhof GstNr.: .23, 183 Saint Stephen Church (Obermeisling)       |
| ja   | Datei hochladen | Schloss Rastbach HERIS-ID: 34856 Objekt-ID: 33295                                         | Rastbach 1 Standort KG: Rastbach                    | Das Schloss wurde 1159 urkundlich genannt, gehörte 1192 Hartwich von Lichteneck und 1594 Maximilian von Pollheim. Die zweigeschoßige Dreiflügelanlage aus dem späten 16. und dem frühen 17. Jahrhundert hat einen nach Süden offenen Hof. Das Schloss ist mit der Pfarrkirche Rastbach – anfangs burgartig – baulich verbunden und hat nordöstlich beim Schlossweg einen Halsgraben. | BDA-Hist.: Q1800227 Status: Bescheid Stand der BDA-Liste: 2025-06-30 Name: Schloss Rastbach GstNr.: .1 Schloss Rastbach                                                      |
| ja   | Datei hochladen | Kath. Pfarrkirche hl. Pankraz HERIS-ID: 50452 Objekt-ID: 55451                            | Rastbach 50 Standort KG: Rastbach                   | Die dem Eisheiligen Pankratius geweihte Kirche ist im Osten mit dem Schloss Rastbach baulich verbunden, und bildete anfangs als Schlosskirche mit dem Schloss eine burgartige Anlage. Die mittelalterliche Kirchhofmauer ist zum Teil noch vorhanden. Urkundlich 1159 genannt, eine Filiale des Vikariats von Meisling, wurde die Kirche wahrscheinlich ab 1256 Pfarrkirche. | BDA-Hist.: Q2082911 Status: § 2a Stand der BDA-Liste: 2025-06-30 Name: Kath. Pfarrkirche hl. Pankraz GstNr.: .2 Pfarrkirche hl. Pankraz, Rastbach                            |
| ja   | Datei hochladen | Ortskapelle hl. Josef HERIS-ID: 77101 Objekt-ID: 90706                                    | Seeb 30, neben Standort KG: Seeb                    | Die barocke Kapelle mit Walmdach wurde 1780 gebaut. Der halb eingezogene Turm mit Pyramidenhelm steht zwischen Giebelvoluten. Saalraum mit Stichkappentonne mit halbrunder Apsis. Wände mit reich profilierten Gesimsen. | BDA-Hist.: Q38148474 Status: § 2a Stand der BDA-Liste: 2025-06-30 Name: Ortskapelle hl. Josef GstNr.: .11 Ortskapelle Seeb                                                   |